# 下唇動脈
下唇動脈（かしんどうみゃく）は、頭頸部の動脈の一つ。顔面動脈の枝の一つで、口角の近くで起こる。口角下制筋の下を通り、口輪筋を貫き、口輪筋と粘膜の間を下唇へ向けて蛇行して行く。
下唇にある口唇腺、粘膜、筋肉に栄養を供給し、反対側の下唇動脈及び下歯槽動脈の枝であるオトガイ動脈と吻合する。

## 追加画像

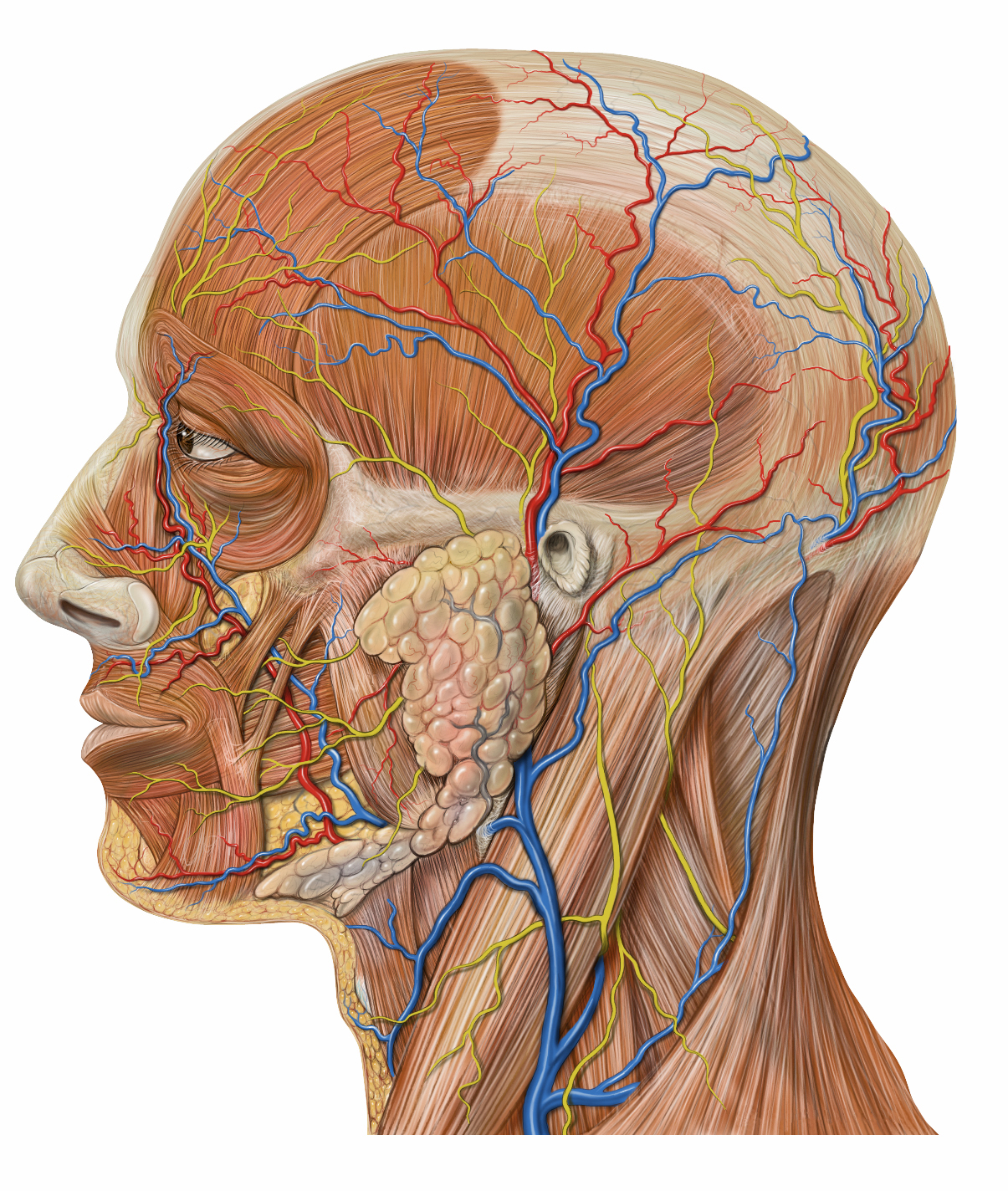
Lateral head anatomy detail
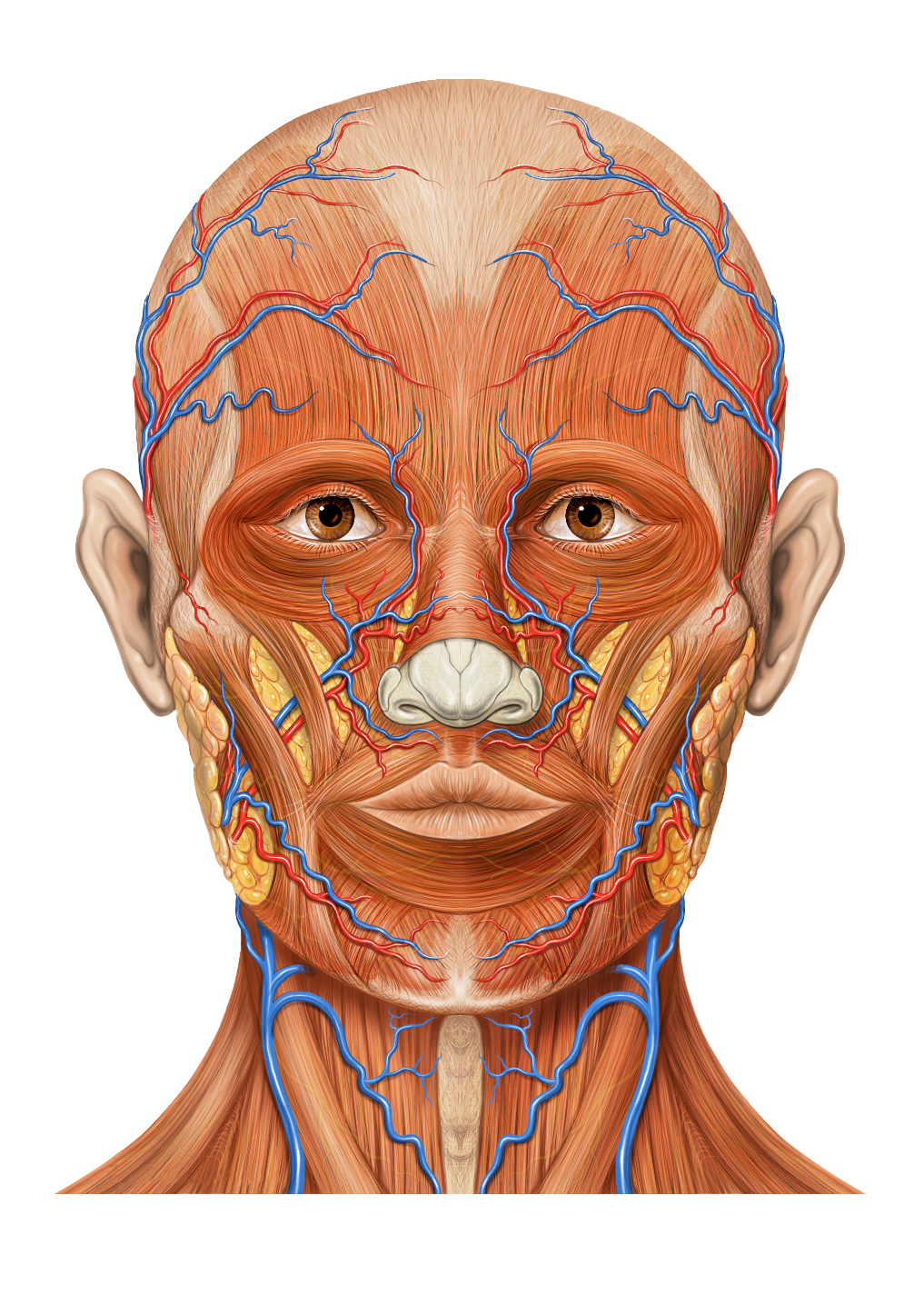
Head anatomy anterior view